# Associated Equipment Company
AEC — британський виробник транспортних засобів та дизельних двигунів, що будував автобуси та вантажівки з 1912 до 1979. Повна назва англ. Associated Equipment Company, але вона дуже рідко використовується, замість неї використовуються AEC і ACLO.
Здебільшого компанія відома у зв'язку з лондонським автобусом Routemaster, через випуск якого отримала в народі другу назву «Виробник лондонських автобусів» (англ. «Builder of London's Buses»), AEC також постачала транспортні засоби як англійським компаніям так і по всьому світу. Під час другої світової війни підприємство перейшло на випуск артилерійських тягачів.

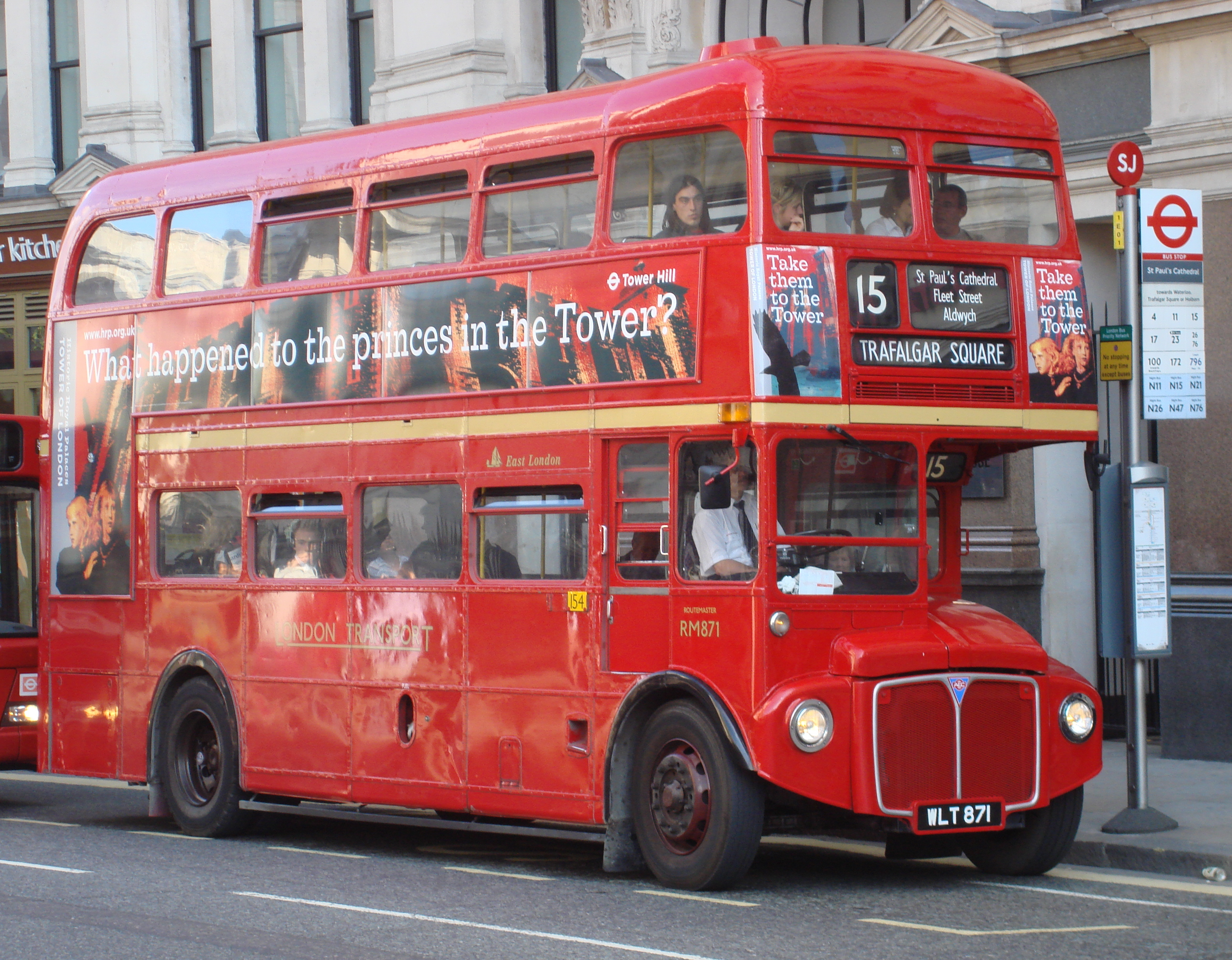
Routemaster